# Emms (rapper)
Emerson Akachar, artiestennaam Emms (Rotterdam, 30 juni 1992), is een Nederlands rapper. Hij maakt deel uit van de formatie Broederliefde en is geregeld gastmuzikant op singles met andere rappers.

## Biografie
Akachar is van Kaapverdische afkomst. Hij heeft een Marokkaanse achternaam omdat zijn moeder na zijn geboorte een relatie met een Marokkaanse man had. Hij groeide op in Spangen tussen allerlei culturen.
Hij maakt deel uit van de vijfmansformatie Broederliefde die bekend is geworden met hits als Maluku, Spangen shake en Labanta. In juni 2016 stonden ze met Sevn Alias op Pinkpop en in september van dat jaar verbraken ze met hun album Hard work pays off 2 het record van Frans Bauer van langst op nummer één genoteerde Nederlandstalige album in de Top 100.
Daarnaast is hij geregeld actief in samenwerkingen. In 2015 had hij met Monica Geuze en enkele andere rappers een hit met het nummer Laten gaan. Een andere hit uit dat jaar was Meisjes blijven meisjes. De videoclips van beide werden meer dan tien miljoen maal bekeken op YouTube. In 2016 volgden nog enkele hits uit samenwerkingen, waaronder My love met Frenna en Jonna Fraser. Deze single bereikte nummer 3 in de Single Top 100 en de bijgaande videoclip werd eveneens miljoenen malen bekeken.